# 15-hidroksiikozatetraenoat dehidrogenaza
15-hidroksiikozatetraenoat dehidrogenaza (EC 1.1.1.232, 15-hidroksieikosatetraenoat dehidrogenaza) je enzim sa sistematskim imenom (15S)-15-hidroksi-5,8,11--13-trans-ikosatetraenoat:NAD(P)+ 15-oksidoreduktaza. Ovaj enzim katalizuje sledeću hemijsku reakciju
(15)-15-hidroksi-5,8,11-cis-13-trans-ikosatetraenoat + NAD(P)+ {\displaystyle \rightleftharpoons } 15-okso-5,8,11--13-trans-ikosatetraenoat + +

## Literatura
- Nicholas C. Price; Lewis Stevens (1999). Fundamentals of Enzymology: The Cell and Molecular Biology of Catalytic Proteins (Third изд.). USA: Oxford University Press. ISBN 019850229X.
- Eric J. Toone (2006). Advances in Enzymology and Related Areas of Molecular Biology, Protein Evolution (Volume 75 изд.). Wiley-Interscience. ISBN 0471205036.
- Branden C; Tooze J. Introduction to Protein Structure. New York, NY: Garland Publishing. ISBN 0-8153-2305-0.
- Irwin H. Segel. Enzyme Kinetics: Behavior and Analysis of Rapid Equilibrium and Steady-State Enzyme Systems (Book 44 изд.). Wiley Classics Library. ISBN 0471303097.

## Spoljašnje veze
- 15-hydroxyicosatetraenoate+dehydrogenase на 